# Jair Rodrigues

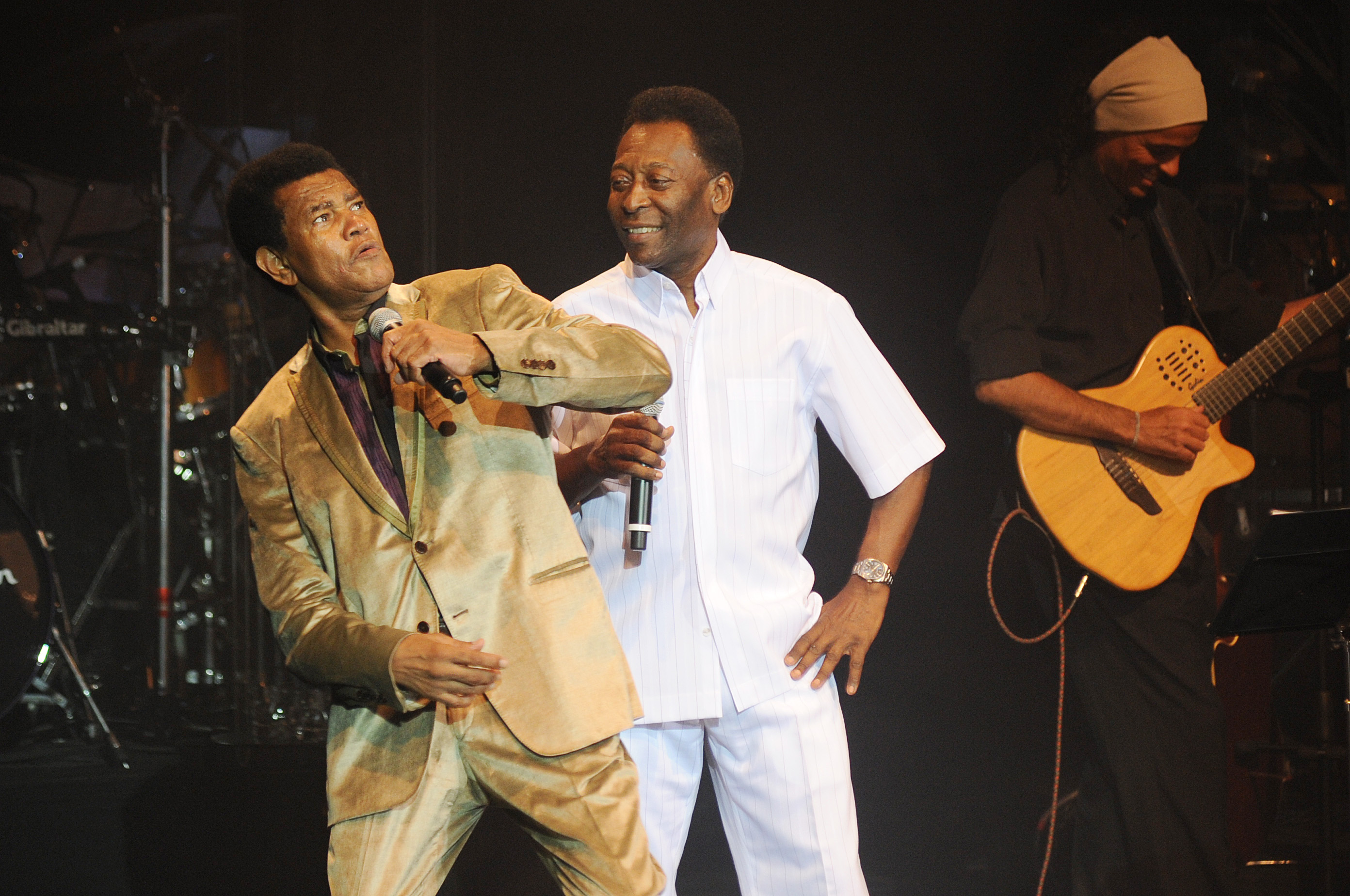
Jair Rodrigues y el futbolista Pelé en un show en el Auditorio Ibirapuera, en São Paulo.

Elis Regina y Jair Rodrigues, 1972.

Jair Rodrigues de Oliveira (Igarapava, 6 de febrero de 1939 - Cotia, 8 de mayo de 2014) fue un cantante brasileño, padre de Luciana Mello e Oliveira Jair (que siguieron su carrera musical).

## Biografía
Pasó su niñez en Nova Europa (ciudad del interior del estado de São Paulo), donde vivió hasta 1954. Luego se trasladó con su familia a São Carlos, donde puede comenzar su carrera musical, porque la ciudad tenía la mejor vida nocturna en toda la región.
Su carrera musical comenzó a mediados de los años cincuenta (con unos 25 años de edad) como cantante melódico en la ciudad de São Carlos en el interior del estado de São Paulo, donde arribó en 1954 y participando en la noche san carlense, que en esa época era intensa, y en Radio São Carlos como aficionado y con presentaciones, viviendo intensamente en São Carlos hasta finales de la década.
En 1958 Rodrigues hizo el servicio militar en Tiro de Guerra de São Carlos. A principios de los años 1960, fue a probar suerte a São Paulo (la capital del estado). Se volvió conocido participando en programas de aficionados en la televisión. En 1965, Elis Regina y Jair Rodrigues tuvieron mucho éxito por su colaboración en el programa O Fino da Bossa, en TV Record. En 1966, Rodrigues asistió al festival de aquel año con la canción Disparada, de Geraldo Vandré y Théo de Barros, esta vez en colaboración con el Quarteto Novo. Conocido por cantar sambas, Jair sorprendió a la audiencia con una hermosa interpretación de la canción Disparada que junto con La banda (de Chico Buarque, e interpretado por Nara Leão), eran los favoritos. Terminó en un empate.
A partir de ese momento, su carrera despegó y su talento le garantizó décadas de éxito al cantante.
Rodrigues lanzó un disco por año e interpretó éxitos como O menino da porteira, Boi da cara preta y Majestade o sabiá.
Realizó giras por Europa, EE. UU. y Japón.
En 1971 grabó el samba-enredo Festa para um rei negro, de la Acadêmicos do Salgueiro, de Río de Janeiro.
En las décadas siguientes, su producción fue disminuyendo en volumen. Jair Rodrigues sigue siendo conocido por su gran energía y su alegría contagiosa.

## Discografía
- 1964: Vou de samba com você.
- 1964: O samba como ele é.
- 1965: Dois na bossa (con Elis Regina).
- 1966: O sorriso do Jair.
- 1966: Dois na bossa nº 2 - Elis Regina & Jair Rodrigues.
- 1967: Dois na bossa nº 3 - Elis Regina & Jair Rodrigues.
- 1967: Jair.
- 1968: Menino rei da alegria.
- 1969: Jair de todos os sambas.
- 1969: Jair de todos os sambas nº 2.
- 1970: Talento e bossa de Jair Rodrigues.
- 1971: É isso aí.
- 1971: Festa para um rei negro.
- 1972: Com a corda toda.
- 1973: Orgulho de um sambista.
- 1974: Abra um sorriso novamente.
- 1974: Jair Rodrigues dez anos depois.
- 1975: Ao vivo no Olympia de Paris.
- 1975: Eu sou o samba.
- 1976: Minha hora e vez.
- 1977: Estou com o samba e não abro.
- 1978: Pisei chão.
- 1979: Antologia da seresta.
- 1979: Couro comendo.
- 1980: Estou lhe devendo um sorriso.
- 1981: Antologia da seresta nº 2.
- 1981: Alegria de um povo.
- 1982: Jair Rodrigues de Oliveira.
- 1983: Carinhoso.
- 1984: Luzes do prazer.
- 1985: Jair Rodrigues.
- 1988: Jair Rodrigues.
- 1991: Lamento sertanejo.
- 1994: Viva meu samba.
- 1996: Eu sou... Jair Rodrigues.
- 1998: De todas as bossas.
- 1999: 500 anos de folia: 100% ao vivo.
- 2000: 500 anos de folia (vol. 2).
- 2002: Intérprete.
- 2004: A nova bossa.
- 2005: Alma negra.
- 2006: Jair Rodrigues - Programa Ensaio - Brasil 1991 (CD y DVD).
- 2009: Festa para um rei negro (CD y DVD)
- 2014: Samba mesmo vol. 1
- 2014: Samba mesmo vol. 2